# 台灣紅絲帶基金會
財團法人台灣紅絲帶基金會成立於2005年3月22日，是台灣第一個有計劃培訓愛滋病感染者並進行教育訓練，使其成為愛滋防治專家，並前往全台灣各地，包括校園（國小、國中、高中、大學）、軍中及政府各級單位進行愛滋防治教育，截至2009年底，總共宣講超過800場次，全台灣超過20萬民眾、學生接受此愛滋防治教育的非營利組織。
由前衛生署署長涂醒哲所發起，以「促進健康性關係」、「致力愛滋感染預防工作」與「關懷愛滋病患」為設立宗旨，號召台灣各界參與愛滋病防治工作，一同對抗愛滋。
自2007年起，台灣第一個響應美國推動6月27日為台灣的全民愛滋篩檢日。
2009年辦理台北市同志公民運動，主題為「彩虹真健康、臺北好幸福」，結合過去10年同志公民運動的成果舉辦一系列活動，讓地方社區也能參予同志運動。

## 外部連結
- 台灣紅絲帶基金會 （页面存档备份，存于）
- 台灣紅絲帶基金會的Facebook專頁